# Soul (spilserie)
Soul er en våben-baseret fighting spilserie, originalt udviklet af Namco. Seriens historie har udviklet sig omkring et sværd, som efter flere år at have gennemført blodige ritualer, har fået sin egen sjæl. Dette sværd kaldes Soul Edge (På dansk: Sjæle Klinge). Med et stykke af dette sværd, blev smedet et sværd skabt til at ødelægge Soul Edge, dette sværd blev kaldt Soul Calibur.
Alle spil før Soul Calibur III, blev originalt udviklet til arkaderne, men blev senere porteret til diverse spilkonsoller. De porterede konsol-versioner er kendt for deres ekstra funktioner som nye spilbare figurer, galleri, våbendemonstrationer og ikke mindst story mode. Det var kun Soul Edge der blev udviklet af Namco, mens alle de andre spil i serien er blevet udviklet af et mindre hold ejet af Namco, kaldet "Project Soul".

## Spil i serien
| Titel               | Udgivelsesår | Originale platform(e)            | Noter                                              |
| ------------------- | ------------ | -------------------------------- | -------------------------------------------------- |
| Soul Edge           | 1996         | Arkade, PS                       | Udgivet som Soul Blade i USA, Australien og Europa |
| Soulcalibur         | 1998         | Arkade, Dreamcast                |                                                    |
| Soulcalibur II      | 2002         | Arkade, PS2, Xbox, GC            |                                                    |
| Soulcalibur III     | 2005         | Arkade, PS2                      |                                                    |
| Soulcalibur Legends | 2007         | Wii                              | Spin-off titel                                     |
| Soulcalibur IV      | 2008         | PS3, Xbox 360                    |                                                    |
| Soulcalibur V       | 2012         | PS3, Xbox 360                    |                                                    |
| Soulcalibur VI      | 2018         | PS4, Xbox One, Microsoft Windows |                                                    |